# كفر غنام
قرية كفر غنام هي إحدى القرى التابعة لمركز السنبلاوين في محافظة الدقهلية في جمهورية مصر العربية. حسب إحصاءات سنة 2006، بلغ إجمالي السكان في كفر غنام 10838 نسمة، منهم 5480 رجل و5358 امرأة، ومن أعلامها المؤرخ والمفكر محمد حسين هيكل.